# К-367
К-367 — советская торпедная атомная подводная лодка проекта 671 «Ёрш».

## История строительства
Зачислена в списки кораблей ВМФ СССР 9 февраля 1970 года. 14 апреля того же года заложена на Ново-Адмиралтейском судостроительном заводе в Ленинграде. 2 июля 1971 года спущена на воду, 5 декабря того же года вступила в строй.

## История службы
2 декабря 1971 года зачислена в состав 3-й дивизии подводных лодок Краснознамённого Северного флота. 25 июля 1977 года переклассифицирована в большую подводную лодку. С июня 1990 по март 1992 года прошла средний ремонт на СРЗ-10 в губе Пала.
3 июня 1992 года переименована в Б-367. 5 июля 1994 года исключена из состава ВМФ.